# Bulbine thomasiae
Bulbine thomasiae är en grästrädsväxtart som beskrevs av Van Jaarsv. Bulbine thomasiae ingår i släktet bulbiner, och familjen grästrädsväxter. Inga underarter finns listade i Catalogue of Life.